# Сэндидж, Аллан
А́ллан Рекс Сэ́ндидж (англ. Allan Rex Sandage; 18 июня 1926, Айова-Сити — 13 ноября 2010, Сан-Гейбриел) — американский астроном, известный своими многолетними исследованиями по определению постоянной Хаббла.
Доктор (1953), с 1956 года и до конца жизни работал в обсерватории Института Карнеги в Вашингтоне. Член Американского философского общества (1995), иностранный член Лондонского королевского общества (2001). Также являлся именным профессором (Homewood Professor) физики в Университете Джонса Хопкинса и старшим научным сотрудником Института исследований космоса с помощью космического телескопа НАСА. Удостоен Национальной научной медали США (1970) и др. отличий.

## Биография
В 1948 году закончил Иллинойсский университет в Урбане-Шампейне. В 1953 году получил степень доктора философии в Калифорнийском технологическом институте.
Сэндидж начал работу в Паломарской обсерватории. В 1958 он опубликовал первую более-менее точную оценку постоянной Хаббла, назвав цифру 75 км/с на мегапарсек, которая оказалась довольно близка к результатам современных измерений. Позже он стал основным сторонником идеи меньшего значения, порядка пятидесяти, которое соответствует возрасту Вселенной порядка 50 миллиардов лет.
Он провёл исследование спектра шаровых скоплений и предположил, что их возраст составляет не менее 25 миллиардов лет. Это дало Сэндиджу идею о том, что Вселенная приняла нынешние размеры не сразу, но постепенно расширялась в течение 80 миллиардов лет. Современные космологические оценки возраста Вселенной дают значение около 13,7 миллиардов лет.
Сэндидж также обнаружил в галактике М82 потоки плазмы, извергающиеся из её центра. Это явление, по всей вероятности, было вызвано массивными взрывами в центре галактики; данное открытие стало доказательством того, что подобного рода взрывы происходили как минимум полтора миллиарда лет назад.
Член Американской академии искусств и наук (1962).

## Награды и признание
- Премия Хелены Уорнер (1957)
- Медаль Эддингтона (1963)
- Золотая медаль Пия XI (1966)
- Золотая медаль Королевского астрономического общества (1967)
- Национальная научная медаль США в номинации «Физические науки» (1970)
- Премия Генри Норриса Рассела (1972)
- Медаль Эллиота Крессона (1973)
- Медаль Кэтрин Брюс (1975)
- Лекция Карла Янского (1991)
- Премия Крафорда (1991)
- Премия Томалла (1993)
- Премия Грубера по космологии (2000)

В его часть назван астероид (9963) Сэндидж.